# Ricardo Gallego
Ricardo Gallego Redondo (* 8. Februar 1959 in Madrid) ist ein ehemaliger spanischer Fußballspieler.

## Karriere
Ricardo Gallego begann seine Karriere in der Jugend von Real Madrid. Mit der Zweitmannschaft Castilla CF erreichte er in der Saison 1979/80 überraschend das Pokalfinale, nach Siegen gegen namhafte Teams wie Racing Santander und den damaligen Erstdivisionären Hércules Alicante, Athletic Bilbao, Real Sociedad und Sporting Gijón unterlag man aber im Endspiel gegen den ersten Kader von Real Madrid mit 6:1.
1980 wurde er in die erste Mannschaft übernommen, eine Bänderverletzung führte allerdings dazu, dass er nur selten zum Zug kam und am Finale des Europapokals der Meister 1980/81 gegen den FC Liverpool, das 0:1 verloren ging, nicht teilnehmen konnte. Nach diesem Rückschlag erarbeitete er sich allerdings schnell einen Stammplatz im Mittelfeld sowie als Libero von Real Madrid. In seinen insgesamt neun Jahren im Klub gewann er vier Meisterschaften, zwei UEFA-Pokale, zwei spanische Pokale und einen Ligacup. 1989 verließ er den Madrider Klub und wechselte zu Udinese Calcio, wo er eine Saison bestritt, bevor er in die spanische Hauptstadt zum damaligen Zweitligisten Rayo Vallecano zurückkehrte. Nachdem er unter Trainer José Antonio Camacho den Aufstieg in die Primera División erreicht hatte, trat er zurück.

## Nationalmannschaft
Mit der Spanischen Nationalmannschaft bestritt Gallego die EM-Endrunden 1984 und 1988 sowie die WM-Endrunden 1982 und 1986. Sein größter Erfolg war hierbei die Finalteilnahme bei der Europameisterschaft 1984 in Frankreich, bei der man letzten Endes gegen das Gastgeberland mit 0:2 unterlag.

## Erfolge
- 2× UEFA-Pokal
  - 1984/85, 1985/86
- 4× Spanische Meisterschaft
  - 1985/86, 1986/87, 1987/88, 1988/89
- 2× Spanischer Pokal
  - 1981/82, 1988/89
- 1× Ligapokal
  - 1984/85
- 1× Spanischer Supercup
  - 1988